# کورگاک-کول
کورگاک-کول (به لاتین: Kurgak-Köl) یک منطقهٔ مسکونی در قرقیزستان است که در شهرستان سوزک واقع شده‌است. کورگاک-کول ۵٬۷۹۴ نفر جمعیت دارد.